# سارة جين باكلي
سارة جين باكلي (بالإنجليزية: Sarah Jane Buckley)‏ هي ممثلة بريطانية، ولدت في 2 يناير 1968 في إنجلترا في المملكة المتحدة.

## وصلات خارجية
- سارة جين باكلي على موقع IMDb (الإنجليزية)